# Driekoningenkerk (Oberbachem)
De rooms-katholieke Kerk van de Heilige Drie Koningen (Duits: Kirche Heilige Drei Könige) staat in Oberbachem in de gemeente Wachtberg in het Rhein-Sieg-Kreis (Noordrijn-Westfalen). Tot 31 december 2009 was het de parochiekerk van de gelijknamige parochie van Oberbachem, maar sinds 1 januari 2010 is het een filiaalkerk van de nieuw opgerichte katholieke parochie Sint-Maria (St. Marien), Wachtberg.
Het kerkgebouw is een beschermd monument.

## Geschiedenis
Het eerste kerkgebouw van Oberbachem was een houten kapel, die rond het jaar 830 werd gesticht en aan de Maagd Maria was gewijd. De kapel vormde onderdeel van het vroomhof van Blankenheim in het toen geheten Bacheim, waaromheen zich de nederzettingen Ließem, Gimmersdorf, Kürrighoven en het toenmalige Hochheim ontwikkelden. Dit gebied werd rond het einde van de 13e eeuw een zelfstandige parochie, de latere parochie van de Heilige Drie Koningen.
De voorganger van de huidige kerk was ongeveer tot 1700 een Mariakerk. Na een grondige restauratie werd de kerk gewijd aan de drie koningen. Tegenwoordig herinnert op het feest van Maria-Geboorte in de tweede week van september de kermis in Gimmersdorf, Ließem en Oberbachem  nog aan dit vroegere patrocinium. De kerk werd in 1778 zo bouwvallig, dat het gebouw instortte. Enkele jaren later, in 1782, begon bouwmeester Michael Leydel in opdracht van gravin Augusta von Manderscheid-Blankenheim op de bestaande fundamenten met de nieuwbouw.

## Bouwbeschrijving
De nieuwbouw van de kerk als een classicistische zaalkerk werd in 1790 voltooid. De toren staat niet op de traditionele westelijke plaats, maar ten oosten van het kerkgebouw. Boven de ingang bevindt zich in een nis een beeld van Maria.
In de jaren 1916-1917 bestonden er plannen om de kerk te vergroten, maar de economische problematiek in de jaren 1920 verhinderde de uitvoer ervan.

## Interieur

#### Altaren
Het barokke hoogaltaar toont de aanbidding der koningen, daarboven is een beeld van Maria te zien. Het linker zijaltaar is aan Sint-Sebastiaan gewijd, het rechter aan Maria. De altaren zouden uit het in 1802 geseculariseerde klooster Marienforst in Godesberg stammen.  

#### Ramen
De ramen werden in het atelier Oidtmann te Linnich vervaardigd en tonen o.a. de aanbidding door de wijzen uit het oosten en de Moeder der Smarten. Ze werden in het jaar 1897 ingebracht.

#### Orgel
Het barokke orgel werd in 1710 door de orgelbouwer Mauritz Hermann Böntrup uit Vreede gebouwd voor de zich aldaar bevindende Sint-Joriskerk. De parochie van Oberbachem wist het orgel in 1850 te verwerven. Vervolgens werd het instrument per schip over de Rijn vervoerd en door Ludwig Hünd met een gewijzigde dispositie herbouwd. 
Een nieuwe verbouwing van het orgel vond in 1957 door de orgelbouwer Klais uit Bonn plaats. Het instrument werd uitgebreid tot 23 registers, waaronder zes registers voor het pedaalwerk. In 1998 volgde een restauratie van het orgel. Van de oorspronkelijke registers bleven 10 bewaard.

#### Klokken
Meerdere klokken werden in de beide wereldoorlogen in beslag genomen om ze te laten omsmelten voor oorlogsdoeleinden. Sinds 1947 bestaat het gelui uit twee klokken. De oudste daarvan is de Mariaklok en stamt uit 1562, de andere klok is eveneens een Mariaklok en werd in 1932 gegoten.